# میشل ژان
میشل ژان (به فرانسوی: Michaëlle Jean) (متولد ۶ سپتامبر ۱۹۵۷ در بندر پورتوپرنس) فرماندار کل کانادا بین سال‌های ۲۰۰۵ تا ۲۰۱۰ بوده است.
او متولد هائیتی است و در کودکی به کانادا مهاجرت کرده است.